# リエトゥヴォス・リータス
リエトゥヴォス・リータス（リトアニア語: Lietuvos rytas、「リトアニアの朝」の意）は、リトアニアの新聞。1990年から2004年までは週5回、2004年からは週6回、2014年からは週5回、2020年からは週3回発行されている。

## 歴史
それまで発行されていた『コムヤウニモ・ティエサ』紙に代わる新聞が発行されることとなり、1990年1月1日、全4ページの『リエトゥヴォス・リータス』紙が創刊された。1990年から1996年まではロシア語で発行された。
1997年、リエトゥヴォス・リータスがスポンサーとなり、バスケットボール・クラブBCリエトゥヴォス・リータスが設立された。
1997年11月21日、雑誌『スティリュス』を創刊。
1998年10月12日よりカラーで発行されている。
2008年10月12日、テレビ局リエトゥヴォス・リータス・テレヴィジヤの放送開始。
2018年、BCリエトゥヴォス・リータスのスポンサーから離れる。BCリエトゥヴォス・リータスは、BCリータスに改称した。